# محمد عيسى داود
محمد عيسى داود، كاتب ومؤلف ومفكر وباحث وسياسي مصري، من مواليد المنطقة الشرقية عام 1377هـ/ 1957م.

## نشأته وتعليمه
انتقل محمد عيسى إلى القاهرة في سن الخامسة حيث نشأ وتربى وتعلم بها جميع المراحل التعليمية من الإبتدائية حتى المراحل العليا. ودرس العلوم الإسلامية معظمها في صباه، وهو حاصل على شهادة بكالوريوس في الآداب من قسم اللغات والدراسات الشرقية في جامعة القاهرة، وكذلك حاصل على دبلوم الدراسات العليا في الآثار المصرية من قسم الآثار المصرية بكلية الآثار في جامعة القاهرة بتقدير جيد جدا، وحصل أيضا منها على إجازة الدبلوم العالي في آثار ما قبل التاريخ بتقدير ممتاز عام 2001.

## المناصب والاعمال
بدأ محمد عيسى حياته المهنية بوظيفة صحفي واعلامي بجريدة الأخبار وأخبار اليوم ثم عمل بجريدة الندوة السعودية وارتقى حتى أصبح نائبا لرئيس التحرير لشؤون الفكر والثقافة الإسلامية، ثم شغل منصب المستشار الإعلامي الخاص لمدير المركز الإعلامي في مكة المكرمة. ولهُ مئات المقالات والأبحاث في الدين واللغة والأدب والسياسة والاجتماع نُشرت في الصحف والمجلات العربية والإسلامية المنوعة، وهو حاصل على عضوية نقابة الصحافيين المصريين، وكذلك عضو في المنظمة الصحافية العالمية (oip).

## من مؤلفاته
للدكتور محمد عيسى العديد من الكتب والمؤلفات تتجاوز 57 كتاباً ومنها:
- علاج النسيان وكيف تكون ذاكرتك قوية.
- مهدي منتظر صناعة إسرائيلية.
- دولة أهل البيت قادمة.
- إسرائيكا أمريكائيل.
- أمريكا التلمودية.
- اليهودي التائه.
- أشباح لا أرواح.
- قبل حرب أخرى مع حزب الله.
- ما قبل الدمار.
- ما بعد الدمار.
- الذين سكنوا الأرض قبلنا.
- إحذروا .. المسيخ الدجال يغزو العالم من مثلث برمودا.
- المهدي المنتظر على الأبواب.
- ألواح الأنوار.
- المفاجأة .. بشراك ياقدس.
- مصر قرآن يتلى وترنيمة بالإنجيل والتوراة.
- الهدة.
- على عتبات الفاتيكان.
- الخيوط الخفية بين المسيخ الدجال وأسرار مثلث برمودا والأطباق الطائرة.
- الجفر.
- رسالة إلى الأخت سوزان التي أسلمت.
- سر المؤامرة.
- الذين طعنوا أمريكا في قلبها: مسادة السرية ..تحت ماتحت الأرض.[4]
- المسيخ الدجال وحقائقه المرعبة.
- حوار صحفي مع جني مسلم، ترجم للفرنسية.[5]
- القنبلة.
- كنز الفرات.
- الهرمجدون وما بعد الهرمجدون.
- صدام النبؤات.